# Pazmanitengasse
La Pazmanitengasse è una strada di Vienna situata nel distretto di Leopoldstadt.
Il suo nome, datole nel 1867, proviene dagli studenti del Pazmaneum, il seminario cattolico ungherese di Vienna (in seguito trasformato in università), fondato nel 1623 dal cardinale Péter Pázmány, protagonista della Controriforma e padre della lingua ungherese moderna.
La Pazmanitengasse ospitava la più grande sinagoga di Vienna (il Pazmanitentempel, costruito a partire dal 1910), fino alla sua distruzione nel 1938 nel corso della Notte dei Cristalli.
In lingua persiana, "Pâzan" o "Pâzhan" è il nome della Capra aegagrus, una specie rara di stambecchi diffusa in Iran.